# Hưng Hà (xã)
Hưng Hà là một xã cũ thuộc huyện Tân Hưng, tỉnh Long An, Việt Nam.
Xã Hưng Hà có diện tích 46,40 km², dân số năm 1999 là 3.160 người, mật độ dân số đạt 68 người/km².
Theo Nghị quyết số 1682/NQ-UBTVQH15 tháng 6 năm 2025, sáp nhập toàn tỉnh Long An vào tỉnh Tây Ninh. Giải thể huyện Tân Hưng và hợp nhất toàn bộ diện tích tự nhiên và dân số của 3 xã Hưng Điền, Hưng Điền B và Hưng Hà thành xã Hưng Điền.